# Богуслав Бакула
Богусла́в Баку́ла (пол. Bogusław Bakuła; нар. 25 березня 1954, Варшава) — польський літературознавець, славіст, публіцист. Доктор наук (1994), професор (2000).

## Біографія
Богуслав Бакула навчався, захистив докторську дисертацію й працює в Університеті ім. А. Міцкевича в Познані.
У 80-х рр. ХХ століття як публіцист співпрацював із польськими підпільними часописами, а у 1990-х рр. — з еміграційними («Kultura», «Orzeł Biały»), де, зокрема, висвітлював українську проблематику.
Нині Б. Бакула — редактор щорічника «Slavia Occidentalis», співпрацює з науковцями України. Є ініціатором кількох наукових польсько-українських проектів і конференцій. Провадить дослідження у галузі новітньої польської та української літератур й порівняльного літературознавства.

## Праці
- Oblicza autotematyzmu: Autorefleksyjne tendencje w polskiej prozie po roku 1956. 1991;
- Człowiek jako dzieło sztuki. Z problemów metarefleksji artystycznej. 1994; Skrzydło Dedala. Szkice, rozmowy o poezji i kulturze ukraińskiej lat 50—90 XX wieku. 1999;
- Historia i komparatystyka. Szkice o literaturze i kulturze Europy Środkowo-Wschodniej XX wieku. 2000;
- Porównanie jako dowód. Polsko-ukraińskie relacje kulturalne, literackie, historyczne 1890–1999. red. 2001;
- Antylatarnik oraz inne szkice literackie i publicystyczne. 2001;
- Polska — Ukraina: strategiczne partnerstwo kultur. 2002, red. (усі — Познань).